# کیرموسه
کیرموسه (به لهستانی:  Kiermusy) یک روستا در لهستان است که در گمینا تکوچین واقع شده‌است.